# Ad Matricem
Ad Matricem  je rimsko naselje koje je poznato s Tabule Peutingeriane.
Smatra se da je Ad Matricem bio sjedište rimske rudarske uprave za Skopaljsku dolinu, odnosno uprava svih rudnika zlata u Dalmaciji. Ipak, točno nije utvrđeno gdje se ovo naselje zbilja nalazilo. Traži ga se na Vrsima, Poniru ili Čičkovu Greblju, dok ga neki smještaju kod Sarajeva ili pak kod Mostara. Najvjerojatnije se nalazilo na Vrsima kod Uskoplja gdje su rađena sondažna ispitivanja, te su pronađeni ostaci naselja iz rimskog perioda. 
Ad Matricem se nalazio na putu između naselja Bistue Vetus i Bistue Nova.